# Garra elongata
Garra elongata är en fiskart som beskrevs av Vishwanath och Kosygin 2000. Garra elongata ingår i släktet Garra och familjen karpfiskar. IUCN kategoriserar arten globalt som nära hotad. Inga underarter finns listade i Catalogue of Life.